# Josep Juli i Vinyals
Josep Juli i Vinyals   ( - 1761 ↔ 1764) va ser un mestre de cases català, fill de Josep Juli menor, també mestre de cases.

## Biografia
Va ser mestre de cases del bisbe o del capítol de la Catedral de Barcelona entre 1719 i 1769, succeïnt el seu pare en el càrrec després de la seva mort i, més tard, va esdevenir mestre de cases de la ciutat de Barcelona a partir de l'any 1748 succeint el seu cosí germà Josep Juli i Fabregat, i va exercir-los fins a la seva mort, quan el va succeir el seu fill Oleguer Juli i Bordes. Va participar en la construcció de l'església de Betlem en la seva fase final a partir del 1732, època durant la qual va dirigir les obres el seu cosí Agustí Juli i Fabregat, i també va fer el projecte de la nova església de Santa Maria de Badalona juntament amb Francesc Renart vers 1758.